# Bahnstrecke Qazvin–Astara
| Qazvin–Astara  | Qazvin–Astara        |
| -------------- | -------------------- |
| Streckenlänge: | 350 km               |
| Spurweite:     | 1435 mm (Normalspur) |
|                |                      |

Die Bahnstrecke Qazvin–Astara ist eine teilweise fertiggestellte, teilweise im Bau befindliche Bahnstrecke der Eisenbahngesellschaft der Islamischen Republik Iran, die eine Verbindung von dem an der Bahnstrecke Teheran–Täbris gelegenen Qazvin an das Eisenbahnnetz von Aserbaidschan herstellen soll.

## Geografische Gegebenheiten
Die Stadt Astara wird seit dem Frieden von Gulistan 1813 durch den dabei zum Grenzfluss gewordenen Astaratschai geteilt und besteht aus einer aserbaidschanischen, Astara (Aserbaidschan), und einer iranischen Hälfte, Astara (Iran). Astara (Aserbaidschan) hat bereits einen Bahnanschluss von Baku her erhalten. Die Strecke endet dort in einem Kopfbahnhof. Auch für das Ende der iranischen Strecke ist in Astara (Iran) ein Kopfbahnhof geplant.

## Geschichte
Die historische Eisenbahnverbindung zwischen dem Iran und Aserbaidschan verlief über den Grenzübergang Dscholfa am Ende der Bahnstrecke Täbris–Dscholfa. Dort folgte eine Strecke durch die aserbaidschanische Exklave Nachitschewan, weiter durch Armenien und von dort nach Aserbaidschan. Aufgrund der politisch zerrütteten Situation zwischen Aserbaidschan und Armenien ist der Verkehr auf dieser Strecke seit vielen Jahren unterbrochen. Die Bahnstrecke Qazvin–Astara (und von dort grenzüberschreitend weiter nach Baku) dient dazu, dieses politisch bedingte Problem zu umfahren. Das grundlegende Abkommen zwischen dem Iran, Aserbaidschan und Russland wurde im Juli 2004 geschlossen. Russland ist an der Verbindung sehr interessiert: Nach Vollendung sollen Containerzüge zwischen Moskau und Bandar Abbas am Persischen Golf verkehren und die Transportzeiten für Güter zwischen Indien und Russland drastisch reduzieren. Russland beteiligt sich deshalb auch finanziell am Bau der Strecke. Ein erster Containerzug erreichte am 12. Oktober 2016 nach 23 Tagen Moskau, wobei der im Bau befindliche Streckenabschnitt auf der Straße überbrückt wurde.
Der Iran begann 2006 mit dem Bau der Strecke, zunächst dem 165 Kilometer langen Abschnitt zwischen Rascht und Qazvin. Mehrfach verzögert konnte dieser Abschnitt am 6. März 2019 in Anwesenheit des iranischen Staatspräsidenten Hassan Rohani eingeweiht werden.

## Strecke
Die Bahnstrecke Qazvin–Astara ist teilweise fertiggestellt, befindet sich im Übrigen im Bau.

### Technische Parameter
Die 350 km lange normalspurige Strecke soll für 200 km/h, nach anderen Angaben für 160 km/h, ausgelegt werden. Die Strecke führt nördlich von Rascht durch gebirgiges Gelände und erfordert beim Bau einen hohen Aufwand: 22 Tunnel mit einer Gesamtlänge von 25 km und 15 Brücken mit einer Gesamtlänge von 8 km müssen errichtet werden.
Da sowohl Astara im Iran als auch Astara in Aserbaidschan je einen eigenen Kopfbahnhof erhalten, werden diese in den grenzüberschreitenden Güterverkehr nicht eingebunden. Dieser findet vielmehr über eine zuvor von den Strecken abzweigende Verbindungsbahn statt, die westlich an den Städten vorbei führt. Deren 8,3 Kilometer langer aserbaidschanischer Streckenabschnitt wurde am 7. November 2016 fertiggestellt. Von der Staatsgrenze wurden weitere 1,4 Kilometer im Iran in der aserbaidschanischen Spurweite von 1520 Millimeter verlegt. Der Spurwechselbahnhof liegt somit im Iran.

### Bauzustand
Beim Bau gab es erhebliche Verzögerungen. Ursprünglich sollte die gesamte Strecke schon 2011 eröffnet werden. Die Strecke ist auf aserbaidschanischer Seite fertiggestellt, wobei das aserbaidschanische Breitspurgleis bis auf die iranische Seite der Grenze führt. Der Streckenabschnitt von Qazvin bis Rascht wurde am 8. März 2019 eröffnet. An dem 164 km langen Streckenabschnitt zwischen Rascht und Astara (Iran) wird weiterhin gebaut. Der Fortgang ist schleppend, da die Finanzierung ungesichert ist und aufgrund der internationalen Sanktionen gegen den Iran schnelle Abhilfe nicht möglich. Am 17. Mai 2023 schlossen die Verkehrsminister Russlands und des Irans ein Abkommen über den Bau des Abschnitts Rascht–Astara. Seit dem Angriffskrieg Russlands gegen die Ukraine sind beide Länder von westlichen Sanktionen getroffen und versuchen, deren Folgen mit einer solchen Verkehrsverbindung abzumildern. Die Kosten werden auf 1,4 Mrd. Euro veranschlagt. Russland will dabei den größten Teil der Kosten übernehmen. Am 4. Juli 2023 wurde ein weiterer Vertrag zwischen Russland und dem Iran geschlossen, nach dem Russland den Abschnitt Rascht–Astara auch bauen soll. Dabei soll zunächst das Gleis in der im Iran verwendeten Normalspur verlegt und später zu einem Dreischienengleis um die Russische Breitspur ergänzt werden.

### Grenzüberschreitende Bahnanlagen
| Spurweite: | 1520 mm (Russische Spur) |                         |                         |
| |                          |                         |                         |
| \| \| \| von Baku \| \| \| \| \| \| \| \| \| \| Astara (Aserbaidschan) \| \| \| \| \| Astaratschai \| \| \| \| \| Astara (Iran) \| \| \| \| \| Spurwechselbahnhof \| \| \| \| \| \| \| \| \| \| nach Qazvin und Teheran \| \| |                          |                         |                         |
| Strecke |                          | von Baku                | von Baku                |
| Strecke von links · Abzweig geradeaus und nach rechts |                          |                         |                         |
| Strecke · Kopfbahnhof Streckenende |                          | Astara (Aserbaidschan)  | Astara (Aserbaidschan)  |
| Grenze auf Brücke über Wasserlauf |                          | Astaratschai            | Astaratschai            |
| Strecke · Kopfbahnhof Streckenanfang (Strecke außer Betrieb) |                          | Astara (Iran)           | Astara (Iran)           |
| Betriebs-/Güterbahnhof Strecke ab hier außer Betrieb · Strecke (außer Betrieb) |                          | Spurwechselbahnhof      | Spurwechselbahnhof      |
| Strecke nach links (außer Betrieb) · Abzweig geradeaus und von rechts (Strecke außer Betrieb) |                          |                         |                         |
| Strecke (außer Betrieb) |                          | nach Qazvin und Teheran | nach Qazvin und Teheran |

Am 20. April 2016 wurde der erste Spatenstich für den Bau der Eisenbahnbrücke über den Grenzfluss vorgenommen, nach anderer Quelle begannen die Bauarbeiten bereits am 1. März 2016. Im Zuge dieser Bauarbeiten mussten auch Gebäude abgerissen werden, die der Trasse im Weg standen. Finanzierung und Bau der Brücke erfolgten gemeinschaftlich zwischen dem Iran und Aserbaidschan. Die Brücke ist 82,5 Meter lang, 11,8 Meter breit und führt in 8 Metern Höhe über den Grenzfluss. Am 3. März 2017 befuhr ein erster Test-Zug die Grenzbrücke.
Der Spurwechselbahnhof liegt südlich der Staatsgrenze im Iran. Er nimmt eine Fläche von 35 ha ein. Am 8. Februar 2018 wurde er erstmals mit einem Versuchszug erreicht und noch im gleichen Jahr der kommerzielle Betrieb aufgenommen. Der Bahnhof ist von der Azərbaycan Dəmir Yolları (ADY / Aserbaidschanischen Eisenbahn) auf 25 Jahre gepachtet und wird von ihr betrieben. Der Jahresumschlag betrug 2023 zwei Millionen Tonnen, wobei der Containerverkehr einen erheblichen Anteil hat. Derzeit (2024) werden hier noch alle Güter zwischen Bahn und Lkw umgeladen. Nach Fertigstellung der Bahnstrecke und der Möglichkeit, dann mit der Bahn bis an den Persischen Golf zu fahren, wird ein Volumen von 6 Mio. Tonnen pro Jahr erwartet. Dies soll auf 15 bis 20 Mio. Tonnen gesteigert werden.
Zusammen mit dem Spurwechselbahnhof entstand auch ein Güterverkehrszentrum für den intermodalen Verkehr, das 2018 seinen Betrieb aufnahm. Auf aserbaidschanischer Seite wurde der dortige Güterbahnhof bis 2023 ebenfalls zu solch einem Zentrum umgebaut.

### Verkehr
2020 verkehrten zwischen Qazvin und Rascht täglich zwei Zugpaare: Eines verbindet die Städte mit Teheran, das zweite mit Maschad über Teheran.

## Zweigstrecke
Eine 37 km lange Zweigstrecke von Rascht nach Bandar Anzali und dem dort gelegenen Hafen am Kaspischen Meer wurde am 20. Juni 2024 eröffnet.